# Hogna grandis
Hogna grandis là một loài nhện trong họ Lycosidae.
Loài này thuộc chi Hogna. Hogna grandis được Richard C. Banks miêu tả năm 1894.